# チャーン・インターナショナル・サーキット
チャーン・インターナショナル・サーキット（英語: Chang International Circuit）は、タイ・ブリーラム県にあるサーキット。タイ・ビバレッジが命名権を取得しており、同社のビール"ビア・チャーン"の名称がサーキット名になっている。当初の名称はブリーラム・ユナイテッド・インターナショナルサーキット（英語: Buriram United International Circuit）であった。
2014年9月オープン。

## 概要
同地に所在するサッカークラブであるブリーラム・ユナイテッドFCの系列に連なるサーキットで、当初のサーキット名称もチーム名に由来している。オーナーも同じネウィン・チドチョブ（Newin Chidchob）が務めるほか、立地も同チームのホームスタジアムであるニュー・アイモバイル・スタジアム（サンダーキャッスル・スタジアム）の裏手にある。サーキットの設計はヘルマン・ティルケが行い、建設費は約20億バーツ（約62億円）。
コース長は4.554kmで、国際自動車連盟（FIA）グレード1Tを取得している。またコースの分割も可能。グレード1Tの取得によりF1のテスト走行での利用も可能になる。当初はF1の開催は「想定していない」としていたが、サーキットの運営会社では2014年に入りF1関連のコンサルタントと相次いで契約しており、F1開催の可能性も視野に入れつつある。
ピットエリアがメインスタンドの真下にあるため、全体的に高低差無いコースの全景がグランドスタンドから見ることができる反面、ピットワークを視ることができない。ちなみにオープン当初はピット自体の数が不足しており、2014年のSUPER GT開催時には3台のマシンで2ピットを共有する状態だったが、2015年に1コーナー寄りにピットを増設している。
敷地内には他にドラッグレース用の直線走路や、モトクロス用のダートトラックも設けられる。

## レース開催
2013年8月にSUPER GTを主催するGTアソシエイション（GTA）とサーキット側でSUPER GTシリーズ戦として2年間の開催契約が結ばれた。2014年10月4日～5日にこけら落しとしてSUPER GT第7戦が行われ、地元のチームもスポット参戦した。（2014年のSUPER GTも参照） また同年は珠海国際サーキットに代わってアジアン・ル・マン・シリーズも開催された。SUPER GTについては2016年以降も継続して開催されたが、2020年以降は新型コロナウイルス感染症の流行の影響もあり開催されていない。
2015年11月には世界ツーリングカー選手権（WTCC）が1度開催された。2016年も開催予定があったが、主催者と現地オーガナイザーの交渉が不調に終わり開催は中止されている。
二輪は2015年からスーパーバイク世界選手権（SBK）が開催されており、2018年からロードレース世界選手権（MotoGP）も開催される。